# José Llorens Torra
José Llorens Torra   (Sedó, 1944) és un empresari de la construcció català i promotor de centres comercials i sòl industrial, que també té interessos en el sector ramader i en l'immobiliari, sobretot a Miami i Jacksonville.

## Trajectòria
Amo de diverses SICAV, és l'accionista majoritari de Llotor, un hòlding propietari de més de 80 empreses en diversos països. La seua companyia principal és Epsa International, amb seu a Algete, dedicada a la subcontractació d'obra civil i maquinària de construcció des de 1962. L'imperi empresarial de José Llorens va créixer en especial mercès a convertir-se en el principal contractista de Stanmore Resources, una multinacional minera australiana, i a la venda i lloguer de diverses naus industrials a Amazon a San Fernando de Henares, Illescas, Alcobendas i Getafe.
Abans de la crisi financer global del 2007 va ser accionista de FCC, on va arribar a tenir l'1%, del fons de capital de risc Ibersuizas i conseller de Cementos Portland. És posseïdor també de diverses empreses agrícoles i hotels, com el Barcelona Airport Hotel o el Seremar, a Roquetas de Mar.
L'any 2013 va ser inclòs a la primera llista dels 100 espanyols més rics de la revista Forbes amb un patrimoni estimat de 425 milions d'euros, quantitat que havia augmentat a 1.100 el 2024. Té quatre filles i un fill, de cognoms Llorens Torné.